# 科韋尼亞斯
科韋尼亞斯是哥倫比亞的城鎮，位於該國北部，由蘇克雷省負責管轄，始建於十六世紀，面積74平方公里，處於海拔水平面，2005年人口11,270。

## 外部連結
- （西班牙文） Gobernacion de Sucre - Coveñas

9°25′00″N 75°42′00″W / 9.41667°N 75.7°W